# العصيان (مسلسل)
العصيان مسلسل بطولة محمود ياسين ويدور حول شخصية غنية وشهيرة بالغربية هي حامد الغرباوي 
ويدور حول صراع الأقارب على الميراث والتوريث و التعرض للإغراء المالي بين أفراد الأسرة الواحدة التي تجعل الابن يطمع في مال أبيه و يحجر عليه تحت إلحاح و ضغط من زوجته وهناك رأفت حفيد الغرباوي الذي يريد الزواج من سلوى التي ظهرت مؤخرا و تقول بأنها حفيده الغرباوي و لم تمت ولكن امه تريد زواجة من ناهد ابنة خاله.

## تمثيل
| - محمود ياسين حامد الغرباوي - فادية عبد الغني زوجة عاصم الأولي وأبنة عمه - أحمد زاهر رأفت أبن عاصم الأكبر - ماجدة الخطيب سعاد زوجة بهجت الثالثة ومربيته سلوي ووالدة هيثم - هادي الجيار عثمان أبن عم عاصم الغرباوي وأخو زوجته الأولي - نهال عنبر ألفت زوجة عاصم الثانية - نبيل نور الدين بهجت عبد ربه زوج ناهد الغرباوي ووالد د.سلوي - داليا مصطفى سلوي حفيدة حامد الغرباوي وأبنة عمة رأفت وزوجتة في الجزء الثاني - رامز جلال حاتم أخو سلوي لأبيها في الجزء الأول وتم أستبداله بتامر يسري في الجزء الثاني - نورهان ناهد أبنة عثمان في الجزء الأول وتم أستبدالها برانيا محمود ياسين في الجزء الثاني - هشام المليجي حامد أبن عاصم الأصغر - إيناس النجار بثينة أبنة عاصم الصغري | - إسماعيل محمود عاصم الغرباوي بن حامد - جليلة محمود: فريال الزوجة الاولى لبهجت - عفاف حمدي: زوجة عثمان ووالدة ناهد - لمياء الأمير ناهد الابن الثانية لحامد الغرباوي التي توفيت في بداية الجزء الأول - جلال عبد القادر: محامي حامد الغرباوي وعائلته - أحمد دياب: شوكت قريب الفت ومحاميها الخاص - عبد السلام الدهشان: موظف السجل المدني الذي فام بتزوير ورقة وفاة سلوي - محمد أحمد: خميس القاتل - أمل إبراهيم :خادمة العائلة - محمود الحفناوي: خادم العائلة |

بالاشتراك مع: محمود جليفون - محمد يحيي - رقية محمود - طارق كمال - محمد عنتر - سليمان عبيد - كوثر رمزي - توفيق الكردي - عادل عصام - سيد عثمان - إحسان التركي - محمد الإدنداني - عمران بحر - كمال الألفي - محمد توفيق - سيد الشاعر - جلال العشري - حمدي حفني - سيد مصطفى - د. منير وليم - غزل - محمد الصفتي - فهمي شنيوي - أشرف صالح: عامل بالمزرعة - مصطفى علاء الدين - نبيل زكي - غادة فلفل - محمد سراج - محمد مندور - صالح العويل - يسري الحلو - عاصم العبيسي - عبد الحميد سند - محمود عبد العظيم - مصطفى السيد - طلعت الشريف - مروة - عمر عز الدين - ماهر عبد الظاهر - عبد القوي السيد - محمد الهواري - عطية داود - سماح - حمادة بسيوني - مصطفى عكاشة - محمد الغمري - محمد مودو - صباح - بيكر

### نجوم الجزء الثاني
- هاني كمال مقدم المباحث في الجزء الثاني
- فايق عزب
- عبده الوزير حرباية
- عبد المحسن سليم حسين درويش منافس عاصم في الانتخابات
- غادة إبراهيم: وردة
- محمد عبد الحليم: أحد أعيان الغربية